# Asterisme (símbol)
Un asterisme és un signe tipogràfic que s'escriu "⁂", format per tres asteriscs que formen un triangle.
El nom prové del terme astronòmic que designa un grup d'estrellaÉs força inusual, i s'utilitza de vegades per cridar l'atenció d'un fragment o per dividir en subcapítols un llibre. De vegades, se substitueix per tres o més asteriscs o punts consecutius.
El símbol ∴ (U+2234), tres punts en triangle, es fa servir en lògica i taquigrafia amb el significat de "per tant"; la seva forma inversa ∵ (U+2235) significa «perquè».